# Danielle Cadena Deulen
Danielle Cadena Deulen ( Portland, Oregón, 1979) es una poeta, ensayista, y académica estadounidense. También es la anfitriona del programa radial y podcast literario Lit from the Basement.

## Biografía
Danielle Cadena Deulen nació y fue criada en Portland, Oregón. Es hija de Daniel Deulen y Cecilia Cadena. Es media-Latinx por el lado materno. Gran parte de sus primeros años fue explorada en su colección de ensayo personal titulada The Riots. Estudió bachiller universitario en letras en la Universidad de Santa Fe en Nuevo México y máster en Bellas Artes en poesía en la Universidad de Mason del George. Recibió la beca universitaria de poesía Jay C. and Ruth Halls del Instituto de Escritura Creativa de la Universidad de Wisconsin–Madison. Asistió a la Universidad de Utah en Salt Lake City para su doctorado en inglés con especialización en no ficción creativa.
Tras graduarse en la Universidad de Utah, se desempeñó como profesora ayudante en el programa doctoral de escritura creativa de la Universidad de Cincinnati, pero dejó su puesto en 2015 para tomar otro en Willamette Universidad en Salem, Oregón.

## Trabajos seleccionados
Sus poemas y ensayos han aparecido en muchas revistas, incluyendo Barrow Street, Crazyhorse, The Iowa Review, North American Review, Diagram, The Kenyon Review, Utne Reader, y The Missouri Review, así como también en varias antologías, incluyendo Best New Poets and After Montaigne: Contemporary Essayists Cover the Essays.
La primera compilación de poemas de Deulen, Lovely Asunder, ganó el Premio Arkansas de Poesía 2010 Miller Williams de la Universidad de Arkansas, el cual fue publicado un año más tarde. También ganó en 2012 el Utah Book Award. El título Lovely Asunder fue tomado de la oda de Gerard Manley Hopkins titulada "The Wreck of the Deutschland."
The Riots, título publicado por la Universidad de Georgia, 2011, es un libro de ensayos que, siendo juez Luis Alberto Urrea, ganó en 2010 el AWP Prize in Creative Nonfiction. También ganó el Premio de no ficción creativa para nuevos escritores de la Asociación Great Lakes Colleges .
American Libretto, título publicado por Sow's Ear Press en 2015, incluye poemas líricos tradicionales así como también ensayos líricos, cuyos títulos fueron tomados de ensayos de Michel de Montaigne.
Su segunda colección de poesía, Our Emotions Get Carried Away Beyond Us fue publicada por Barrow Street Press en 2015 ISBN 9780989329675., y ganó el concurso Barrow Street Book. Este libro fue elegido por Denise Duhamel para el concurso y también toma su título de un ensayo de Montaigne.

## Premios y menciones de honor
- - 2018 Oregon Literary Fellowship,[10] Oregon Literary Arts
  - 2017 Finalista del Oregon Book Award por Our Emotions Get Carried Away Beyond Us[cita requerida]
  - 2014 Barrow Street Book Contest por Our Emotions Get Carried Away Beyond Us[cita requerida]
  - 2012 Great Lakes Association New Writers Award por The Riots[11]
  - 2011 Utah Book Award por Lovely Asunder[12]
  - 2011 Grub Street National Book Prize (mención de honor) por The Riots[11]
  - 2010 AWP Award Series in Creative Nonfiction por The Riots[11]
  - 2010 Miller Williams Poetry Prize por Lovely Asunder[12]